# Bartłomiej Gliniak
Bartłomiej Gliniak (ur. 1973 w Przemyślu) – polski kompozytor muzyki filmowej.

## Życiorys
Czterokrotnie nominowany do Polskich Nagród Filmowych – Orłów w kategorii najlepsza muzyka: w 2005 za film Mój Nikifor, w 2006 za film Komornik, w 2007 za film Palimpsest i w 2017 za film Na granicy. W 2016 r. na 35 Koszalińskim Festiwalu Debiutów Filmowych otrzymał Jantara za muzykę do filmu „Na granicy”. Członek Polskiej Akademii Filmowej i Europejskiej Akademii Filmowej.

## Wybrana filmografia
jako autor muzyki:
- 2000 – Enduro Bojz
- 2000 – Noc świętego Mikołaja (z serii: Święta polskie)
- 2000 – To my
- 2001 – Marszałek Piłsudski
- 2003 – Dotknij mnie
- 2004-2005 – City
- 2004 – Mój Nikifor
- 2005 – Komornik
- 2006 – Oficerowie
- 2006 – Palimpsest
- 2007 – Teah
- 2009 – Enen
- 2010 – 7 Minut
- 2010 – Joanna
- 2012 – Ostra Randka 3D
- 2012 – Niedźwiedź - władca gór
- 2013 – Oszukane
- 2013 – Sie heißt jetzt Lotte (Call Her Lotte)
- 2015 – La Luciernaga
- 2016 – Na granicy
- 2016 – Przy Planty 7/9 (Bogdan's Journey)
- 2017 – Królewicz Olch
- 2017 – Zgoda
- 2018 – Jak Pies z Kotem

## Inne
Kompozycja muzyki do oratoriów Zbigniewa Książka:
- 2007 – Siedem Pieśni Marii[1] – platynowa płyta[2]
- 2009 – Listy z Placu Zgody[3]
- 2009 – Oratorium kalwaryjskie[4] – złota płyta[5]